# Gurbir Singh Sandhu
Gurbir Singh Sandhu (ur. 20 lutego 1951) – indyjski strzelec, olimpijczyk. 
Startował na igrzyskach olimpijskich w 1976 roku (Montreal). Zajął 56. miejsce w skeecie ex aequo z dwoma innymi strzelcami.
W 1994 roku wystąpił w dwóch konkurencjach na Mistrzostwach Azji 1994. Zajął 20. miejsce w trapie (w wersji już 125 strzałowej; Singh Gurbir zdobył 107 punktów) i 23. miejsce w trapie podwójnym (98 punktów).
W roku 2000 został laureatem nagrody Arjuna Award.

## Wyniki olimpijskie
| Igrzyska | Konkurencja | Wynik       | Miejsce | Źródło |
| -------- | ----------- | ----------- | ------- | ------ |
| IO 1976  | Skeet       | 176 punktów | 56T     | [ 3 ]  |